# Auripigmento

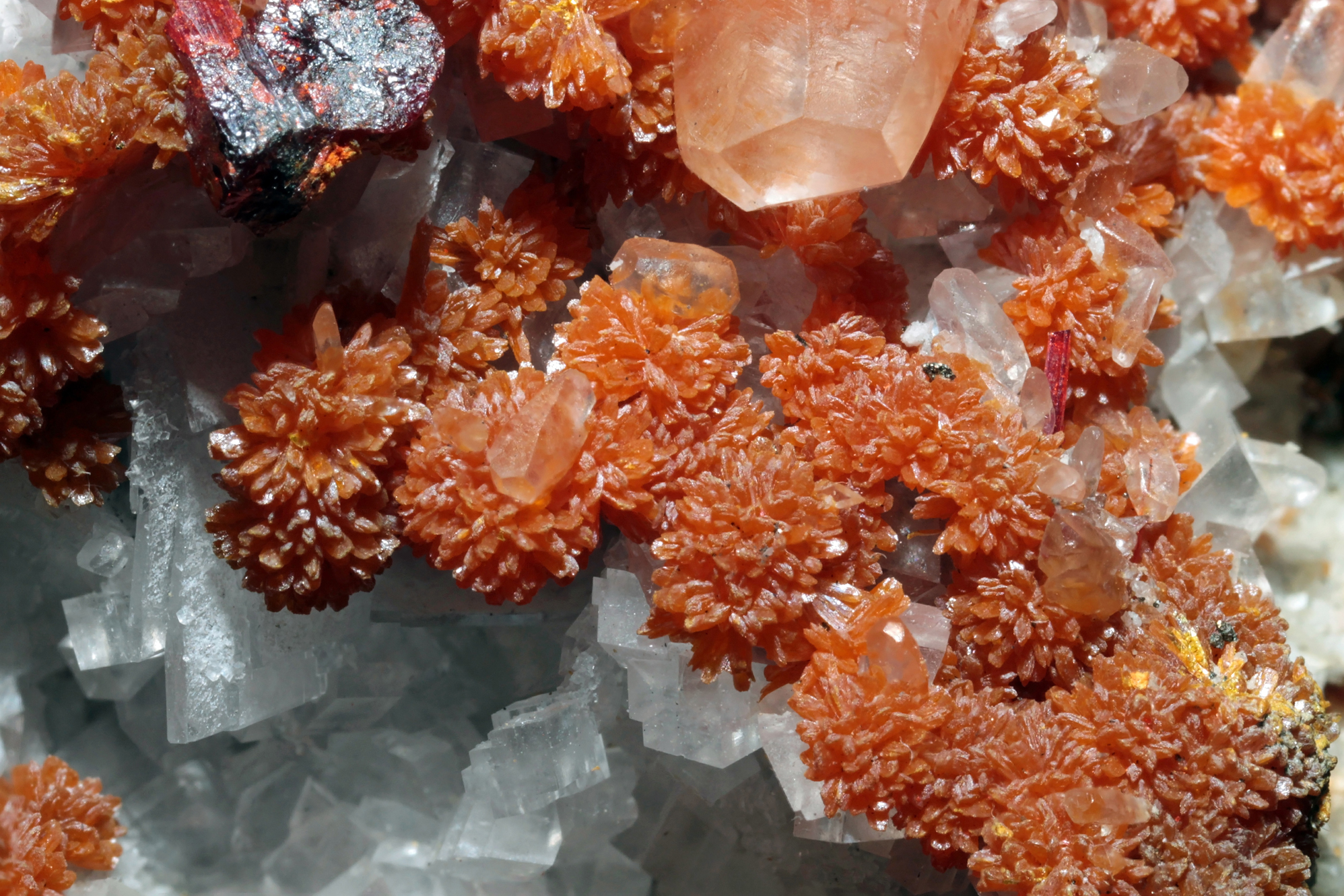
Exemplares de auripigmento.

Auripigmento (também ouro-pimenta, ouro-pigmento) é um mineral de fórmula química As2S3, de cor amarelo-limão ou amarelo-bronze resinoso e brilho nacarado.
Ocorre em filões hidrotermais de baixa temperatura, com o realgar, estibinita, calcite e outros, também em nascentes quentes e em fumarolas. Também pode ser produto da oxidação do realgar.

## Origens
O auripigmento foi comercializado no Império Romano e usado como medicamento na China, embora seja muito tóxico; tanto que, tem sido usado como veneno para moscas e para envenenar flechas. Por causa de sua cor marcante, interessou aos alquimistas, tanto na China quanto no Ocidente, em busca de uma maneira de fazer ouro. Também foi encontrado nas decorações das paredes da tumba de Tutancâmon e nos antigos pergaminhos egípcios, e nas paredes do Taj Mahal.